# Liste von Persönlichkeiten der Stadt Fulda
Diese Liste enthält in Fulda geborene Persönlichkeiten sowie solche, die in Fulda ihren Wirkungskreis hatten, ohne dort geboren zu sein. Beide Abschnitte sind jeweils chronologisch nach dem Geburtsjahr sortiert. Die Liste erhebt keinen Anspruch auf Vollständigkeit.

## In Fulda geborene Persönlichkeiten

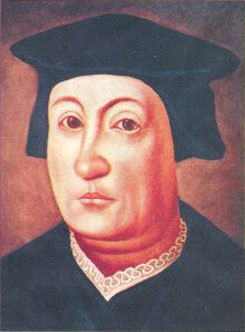
Justus Menius

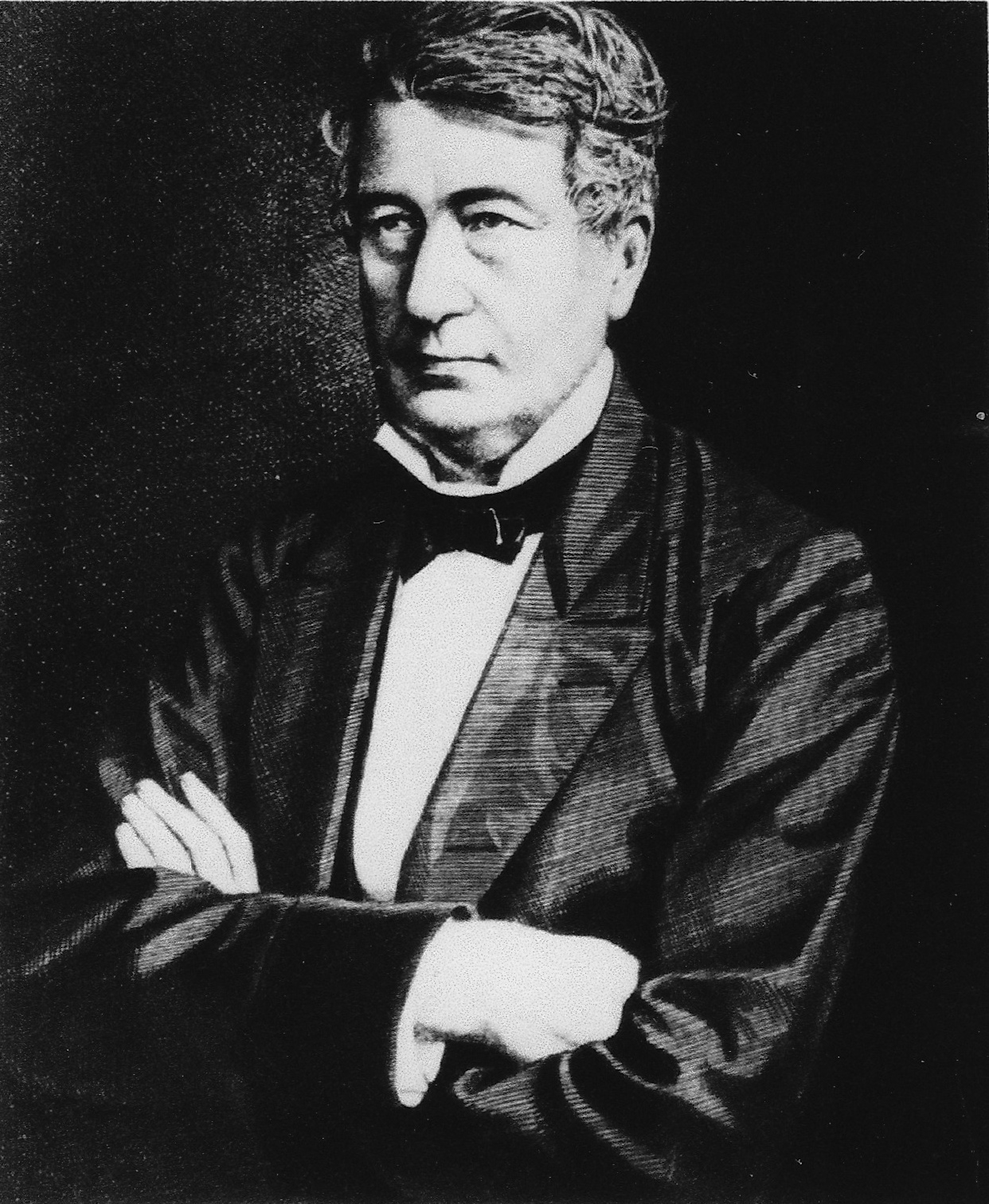
Constantin Zwenger

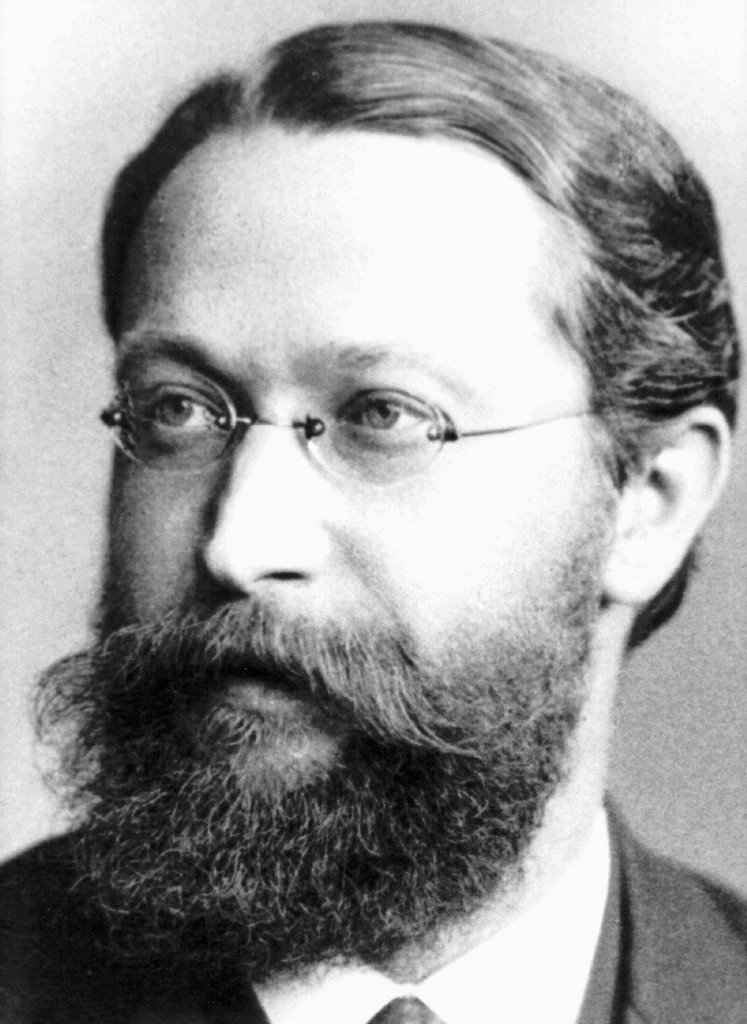
Ferdinand Braun

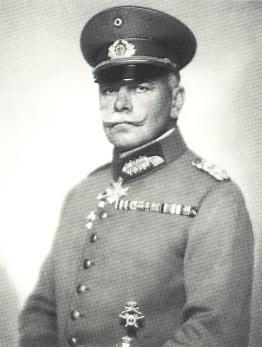
Wilhelm Heye

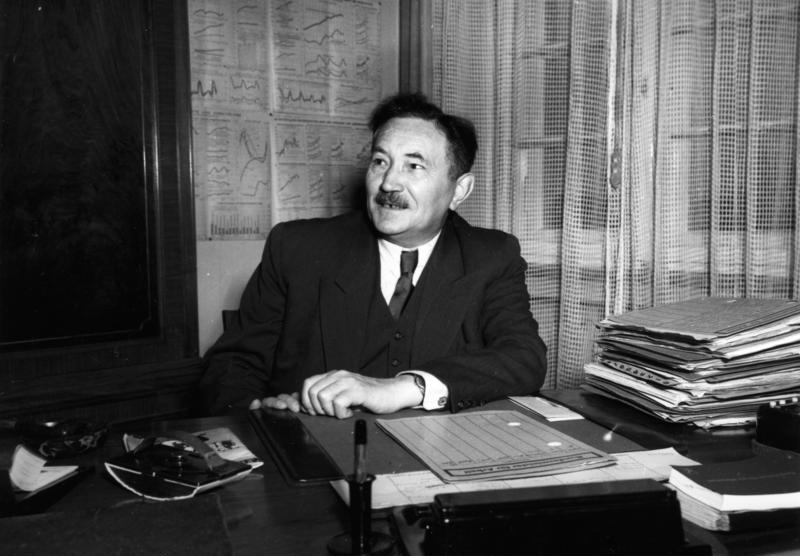
Anton Storch

### Bis 1800
- Adam von Fulda (um 1445 – 1505), Komponist und Musiktheoretiker
- Adam Krafft (1493–1558), evangelischer Kirchenreformer
- Balthasar Raid (um 1495 – 1565), evangelischer Theologe und Reformator
- Hans Brosamer (1495–1554), Kupferstecher
- Johannes Kymaeus (1498–1552), reformierter Theologe und Reformator
- Justus Menius (1499–1558), evangelischer Theologe
- Balthasar Rüffer (1534–1599), Kaufmann und Oberbürgermeister der Stadt Würzburg
- Justus Heinrich Dientzenhofer (1702–1744), Architekt und Baumeister
- Franz Xaver Widenhofer (1708–1755), Jesuit, Theologe und Hochschullehrer
- Nikolaus Burkhäuser (1733–1809), Jesuit, Philosoph und Hochschullehrer
- Josef von Buseck (1736–1798), Geheimer Rat des Fürstbischofs von Bamberg
- Georg Joseph Wedekind (1739–1789), Rechtswissenschaftler
- Johann Leonhard Herrlein (1752–1814), Maler und Restaurator
- Franz Andreas Schramm (1752–1799), katholischer Theologe und Hochschullehrer
- Johann Christoph Herrlein (1760–nach 1790), Maler
- Heinrich Komp (1765–1846), katholischer Theologe und Hochschullehrer
- Lothar Herquet (1767–1849), Jurist, Mitglied der kurhessischen Ständeversammlung
- Eugen Joseph Gärtner (1777–1859), Jurist und Mitglied der kurhessischen Ständeversammlung
- Johann Joseph Schneider (1777–1854), Arzt und Regionalhistoriker
- Aloys Maier (1782–1851), Jurist und Landrat des Kreises Hünfeld
- Heinrich von der Tann (1784–1848), Offizier und Abgeordneter
- Johann Adam Dangel (1785–1865), Bürgermeister und Mitglied der Kurhessischen Ständeversammlung
- Michael Henkel (1780–1851), Komponist und Organist
- Heinrich Josef König (1790–1869), Autor, Literatur- und Kulturhistoriker
- Jodocus Balthasar Arnd (1791–1848), Pädagoge, Mitglied der kurhessischen Ständeversammlung
- Johannes Peter (1791–1841), Landwirt und Mitglied der kurhessischen Ständeversammlung
- Johannes Hohmann (1792–1870), Generalvikar in Fulda
- Johann Joseph Rübsam (1792–1868), Apotheker und Mitglied der Zweiten Kammer des kurhessischen Ständeversammlung
- Heinrich Joseph Wagner (1794–1858), Landgerichtsrat und Mitglied der kurhessischen Ständeversammlung
- Ignaz Schwarz (1795–1880), Arzt, Politiker und Schriftsteller
- Valentin Joseph Werthmüller (1799–1882), Jurist, Mitglied der kurhessischen Ständeversammlung und der Frankfurter Nationalversammlung
- Conrad Büchel (1800–1875), Rechtswissenschaftler und Hochschullehrer

### 1801 bis 1850
- Johann Vomberg (1801–1841), Mitglied der Kurhessischen Ständeversammlung
- Mordechai Wetzlar (1801–1878), Rabbiner
- Friedrich Joseph Stöhr (1802–1875), Bürgermeister in Rückers, Mitglied der Kurhessische Ständeversammlung
- Ernst von Baumbach (1804–1874), Vizepräsident des Oberappellationsgerichts Kassel und Mitglied der kurhessischen Ständeversammlung
- Konrad Lomb (1804–1862), Domdechant in Fulda und Moraltheologe
- George Willem Opdenhoff (1807–1873), Marinemaler
- Carl Friedrich Schenck zu Schweinsberg (1807–1862), kurhessischer Forstmeister und Gutsbesitzer
- Joseph Weinzierl (1807–1886), Arzt und Mitglied der kurhessischen Ständeversammlung
- Eugen Höfling (1808–1880), Arzt, angeblich Dichter des Liedes O alte Burschenherrlichkeit
- Konrad Hane (1809–1880), römisch-katholischer Geistlicher und Bistumsverweser
- Wilhelm Schenck zu Schweinsberg (1809–1867), Jurist und Politiker
- Georg von Adelmann (1811–1888), Mediziner und Chirurg
- Philipp Müller (1811–1890), Kirchenvorsteher und Mitglied der kurhessischen Ständeversammlung
- Ignaz Weißmüller (1811–1862), Oberbürgermeister der Stadt Fulda
- Constantin Zwenger (1814–1884), Begründer des Fachs pharmazeutische Chemie
- Otto Bähr (1817–1895), Jurist und Politiker
- Alexander Schöppner (1820–1860), Pädagoge und Schriftsteller
- Adam Joseph Schwank (1820–1902), Stifter
- Adam Trabert (1822–1914), Schriftsteller und Jurist
- Ferdinand Zwenger (1824–1894), Bibliothekar und Herausgeber
- Ludwig von Spangenberg (1826–1896), preußischer General der Infanterie
- Hugo Staehle (1826–1848), Komponist
- Julius von Geyso (1827–1891), Offizier in der Hessen-kasselschen Armee und Mitglied des kurhessischen Kommunallandtags
- Alexandrine Friedrike Wilhelmine von Hanau (1830–1871), Fürstin von Hanau und zu Hořowitz
- Karl Herquet (1832–1888), Archivar und Historiker
- Heinrich Leinweber (1836–1908), Maler
- Heinrich Fidelis Müller (1837–1905), Priester und Komponist
- Ferdinand Gößmann (1840–1921), Richter und Mitglied des Preußischen Abgeordnetenhauses
- Friedrich Riesch (1840–1912), preußischer Landrat und Landtagsabgeordneter
- Justus Schneider (1842–1904), Arzt und Schriftsteller
- Philipp Braun (1844–1929), deutscher Altphilologe und Schulleiter
- Adolf Braun (1847–1914), Jurist, Bankier und Direktor
- Valentin Rudolph Berta (1849–1928), Politiker und Abgeordneter im Kommunallandtag Kassel
- Louis Witzell (1849–1911), preußischer Generalleutnant
- Ferdinand Braun (1850–1918), Physiker, Elektrotechniker und Nobelpreisträger

### 1851 bis 1900
- Richard Müller (1851–1931), Politiker (Zentrumspartei)
- Adalbert Ricken (1851–1921), Mykologe
- Robert Kircher (1852–1911), Kaufmann und Mitglied des Preußischen Abgeordnetenhauses (Deutsche Zentrums Partei)
- Josef Rübsam (1854–1927), Historiker und Archivar
- Franz Uth (1855–1926), Justizrat, Abgeordneter des Provinziallandtages der Provinz Hessen-Nassau
- Maria Theresia Köhler (1855–1917), Generaloberin der barmherzigen Schwestern vom hl. Vinzenz von Paul im Mutterhaus Fulda
- Friedrich Endemann (1857–1936), Jurist und Hochschullehrer
- Hermann Kind (1858–1927), Geheimer Sanitätsrat und Abgeordneter des Provinziallandtages der Provinz Hessen-Nassau
- Karl Ganslandt (1859–1929), Generalstaatsanwalt in Kassel
- Joseph Vonderau (1863–1951), prähistorischer Archäologe
- Ludwig Hupfeld (1864–1949), Musikinstrumentenbauer und Industrieller
- Wilhelm Jestädt (1865–1926), katholischer Theologe
- Ferdinand Schneider (1866–1955), Ingenieur, Unternehmer und Erfinder
- Maximilian von Hoen (1867–1940), k.u.k. österreichisch-ungarischer Feldmarschalleutnant und Militärhistoriker
- Johann Karl Anton Arnd (1867–1934), Zentrumspolitiker und Abgeordneter des Provinziallandtages der Provinz Hessen-Nassau
- Ludwig Kathariner (1868–1920), Zoologe
- Wilhelm Heye (1869–1947), Offizier, Chef der Heeresleitung in der Weimarer Republik
- Ludwig Rang (1869–1957), Forstmeister und Abgeordneter des Provinziallandtages der Provinz Hessen-Nassau
- Curt von Ulrich (1876–1946), Politiker
- Clara Harnack (1877–1962), Malerin, Lehrerin und Mutter der Widerstandskämpfer Arvid und Falk Harnack
- Carl Friedrich Wiegand (1877–1942), Schriftsteller
- Georg Wolff (1877–nach 1930), Jurist, Verbandsfunktionär und Politiker
- Harry Reuss-Löwenstein (1880–1966), Schriftsteller, Maler, Grafiker und Kunstkritiker
- Julius Wiegand (1880–1956), Literaturhistoriker, Germanist und Lehrer
- Thea Arnold (1882–1966), Politikerin
- August Fleck (1885–1978), Offizier, Bankkaufmann und Politiker
- Cuno Raabe (1888–1971), Politiker
- Karl Schmitt (1890–1954), Bürgermeister und Mitglied des Preußischen Landtags
- Heinrich Vetter (1890–1969), Politiker
- Anton Storch (1892–1975), Politiker
- Heinrich Burchard (1894–1945), General der Flakartillerie der Luftwaffe im Zweiten Weltkrieg
- Anton Schmitt (1896–1965), Unternehmer, Politiker und Autor
- Paul Deichmann (1898–1981), Offizier
- Alfred Pfeiffer (1900–1985), Ingenieur, Industrie-Forscher und Hochschullehrer

### 1901 bis 1950
- Hans Schütt (1901–1986), Politiker
- Fritz Lafontaine (1903–1964), Schauspieler
- Werner Jacobi (1904–1985), Physiker und Erfinder
- Emma Wahler (1906–1993), Politikerin (CDU)
- Hans Kahrmann (1908–1973), Motorradrennfahrer
- Ernst König (1908–1986), Generalmajor
- Joseph Schmitt (1908–1998), Jurist
- Ernst Kramer (1909–1993), Architekt und Lokalhistoriker
- Hans Hermann Wahler (1909–1984), Politiker
- Bob Iller (1912–1980), Schauspieler, Conférencier, Sänger und Drehbuchautor
- Karl Storch (1913–1992), Leichtathlet
- Wilhelm Balthasar (1914–1941), Luftwaffenoffizier
- Eckhard Reith (1919–2011), Politiker
- Rudolf Schick (1922–2011), Architekt
- Josef Oxfort (1923–1996), Bauingenieur
- Emil Maier (* 1925), Fußballspieler
- Willy Kiefer (1927–2013), Beamter, Oberverwaltungsrat, Heimatforscher und Autor
- Werner Liebschwager (1927–2005), Fußballspieler
- Erwin Sturm (1927–2016), katholischer Priester, Heimatforscher und Autor
- Wolfgang Schmidt (1929–1995), Maler und Grafiker
- Wolfgang Brückner (* 1930), Volkskundler und Germanist
- Erich Dauzenroth (1931–2004), Erziehungswissenschaftler
- Winfried Jestaedt (1931–2011), Journalist, Chefredakteur und Verlagsleiter des Würzburger katholischen Sonntagsblatts
- Anton Schneider (1931–2015; geboren in Istergiesel, heute Fulda), Baubiologe, Hochschullehrer
- Ernst Wehner (1931–2011), Psychologe und emeritierter Professor
- Winfried Witzel (1932–2014), Autor, Lehrer und Dramaturg
- Lothar Ruppert (1933–2011; geboren in Neuenberg bei Fulda) römisch-katholischer Theologe, Exegest und Alttestamentler
- Hartmut Broszinski (1935–2020), Bibliothekar und Altgermanist
- Winfried Rippert (1935–2020), Politiker
- Gangolf Schrimpf (1935–2001), Philosoph und Bibliothekshistoriker
- Bernward Thole (1936–2023), Spielekritiker und Medienwissenschaftler
- Klaus Wittstadt (1936–2003), Kirchenhistoriker
- Ingo Kümmel (1937–1990), Kunstvermittler und Galerist
- Reinhold Sebott (* 1937), Kirchenrechtler
- Hans-Hugo Steinhoff (1937–2004), Germanist und Hochschullehrer
- Hans-Joachim Niesel (1938–2025), Historiker
- Edgar Papp (* 1938), germanistischer Mediävist
- Klaus Reichert (* 1938), Anglist, Übersetzer und Lyriker
- Reiner Kümmel (* 1939), Physiker und Hochschullehrer
- Franz Erhard Walther (* 1939), Künstler
- Robert Hartmann (1940–2022), Sportjournalist
- Josef Leinweber (1940–1992), katholischer Theologe
- Günter Ederer (* 1941), Wirtschaftsjournalist, Filmemacher und Publizist
- Verena Pfisterer (1941–2013), Künstlerin
- Günter Zint (* 1941), Fotograf
- Peter Hess (* 1941), Klangtherapeut und Buchautor
- Christoph Maria Fröhder (1942–2024), Journalist und Auslandskorrespondent
- Lothar Penners (* 1942), Bewegungsleiter der internationalen Schönstatt-Bewegung
- Michael Mott (* 1943), Heimatkundler, Denkmalpfleger, Journalist und Autor
- Bodo Nüdling (1943–1987), Politiker
- Klaus Strehl (* 1943), Politiker
- Werner Kirchhoff (1945–2019), Kunsthistoriker, Kulturamtsleiter von Fulda
- Elmar Brähler (* 1946), Sozialpsychologe
- Werner Faulstich (1946–2019), Medienwissenschaftler
- Günther Grauel (* 1947), deutscher Maler und Grafiker
- Silvia Hillenbrand (* 1947), Politikerin
- Michael Popovic (* 1947), ehemaliger Hauptgeschäftsführer der Landesärztekammer Hessen, Publizist, Genealoge
- Beate Schneider (* 1947), Professorin
- Martin Hohmann (* 1948), Politiker
- Carola Kretschmer (1948–2023), Rock-Gitarristin
- Winfried Michel (* 1948), Komponist, Blockflötist und Musikherausgeber
- Moritz Neumann (1948–2016), Journalist, Kommunalpolitiker und Vorsitzender der jüdischen Gemeinden in Hessen
- Erich Pipa (1948–2022), Politiker
- Ernst Mikosch (* 1949), Rechtswissenschaftler und Richter
- Ursula Safari Chabestari (* 1949), Juristin
- Ulrike Crespo (1950–2019), Psychologin und Mäzenin
- Manfred Hohmann (* 1950), Geburtshelfer und Perinatalmediziner

### Ab 1951
- Hartmut Schwan (* 1951), Jurist, Präsident des Thüringer Oberverwaltungsgerichts
- Martin Weskott (* 1951), evangelischer Pfarrer
- Margarete Ziegler-Raschdorf (* 1951), Politikerin
- Egon Spiegel (* 1952), römisch-katholischer Theologe
- Herdolor Lorenz (* 1953), Dokumentarfilmer
- Engelbert Schramm (* 1954), Biologe und Umweltwissenschaftler
- Michael Bardo Henning (* 1955), Jazzmusiker und Komponist
- Monika Becker (* 1955), Politikerin (FDP)
- Werner Troßbach (* 1955), Historiker
- Axel Beer (* 1956), Musikwissenschaftler, Professor an der Universität Mainz
- Roswitha Fischer (* 1956), Linguistin und Anglistin
- Wolfram Hänel (* 1956), Schriftsteller
- Sabine Thümmler (* 1956), Kunsthistorikerin
- Thomas Brehl (1957–2010), Neonazi
- Godehard Brüntrup (* 1957), Philosoph und Jesuit
- Jochen Cornelius-Bundschuh (* 1957), evangelischer Theologe und Landesbischof der Badischen Landeskirche
- Stephanie B. Klein (* 1957), römisch-katholische Theologin
- Joachim Krause (* 1957), deutsch-schweizerischer Organist, Kirchenmusiker und Dirigent
- Ulrich Link (* 1957), Manager
- Matthias Altenburg (* 1958), Journalist und Schriftsteller

- Robert Brack (* 1959), Krimiautor

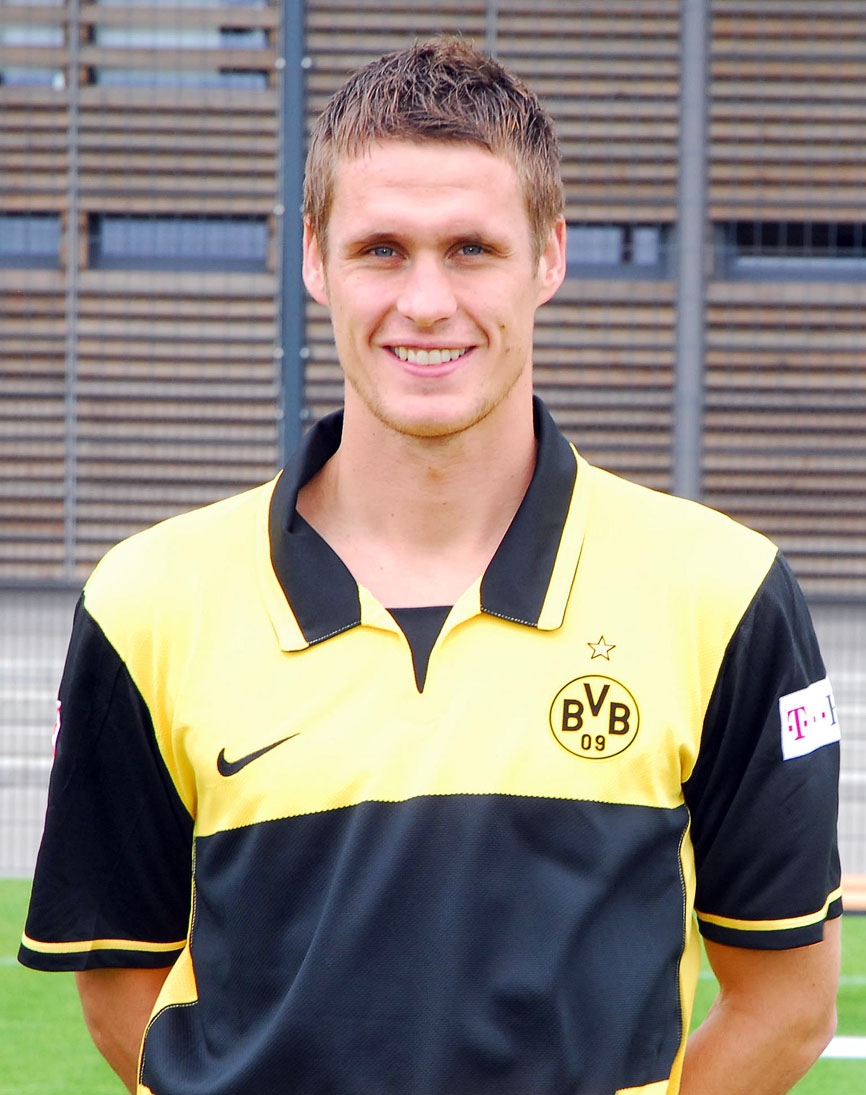
Sebastian Kehl

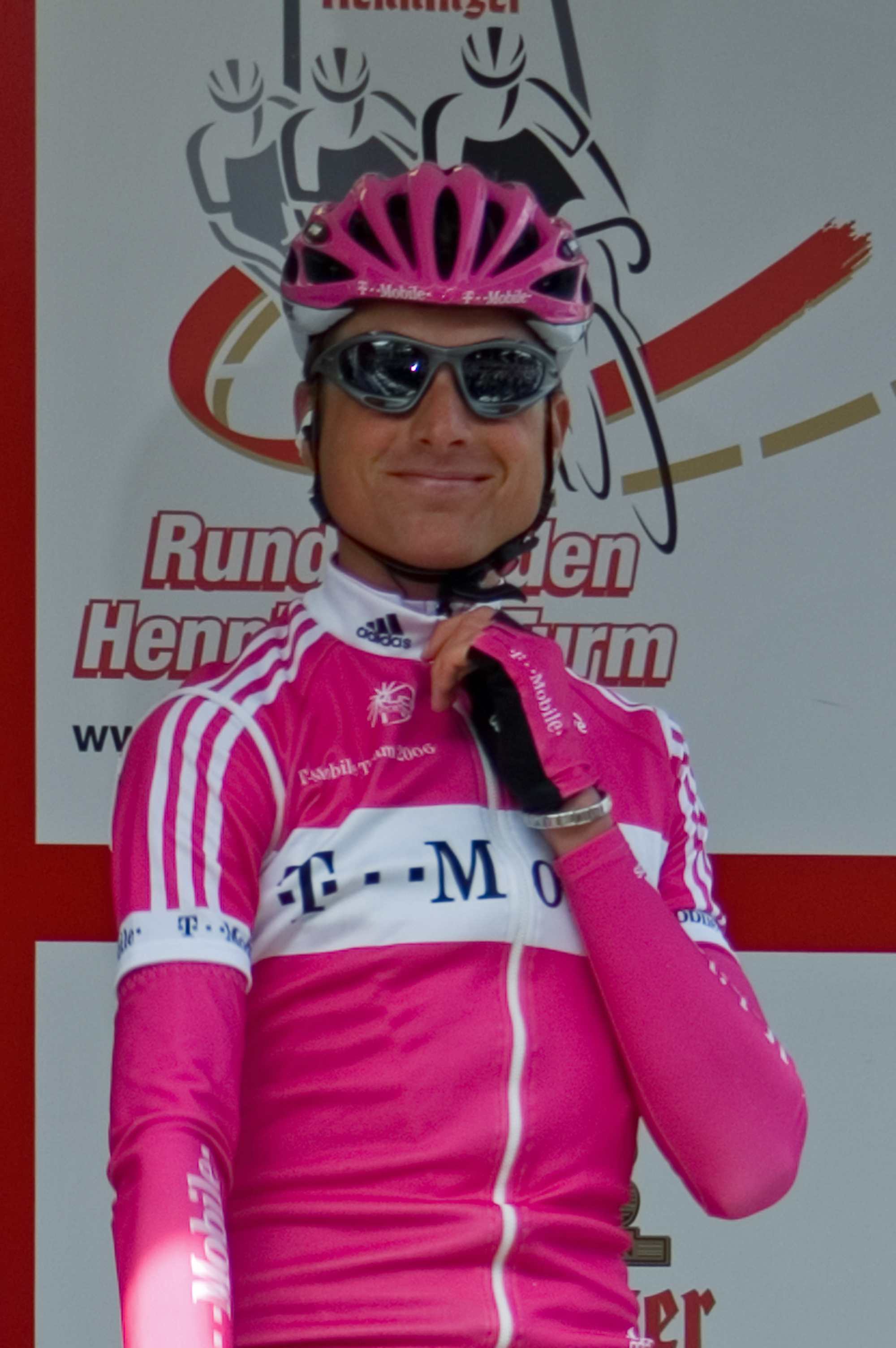
Patrik Sinkewitz

- Volker Hirth (* 1959), Radio- und Fernsehmoderator
- Stefan Will (* 1959), Komponist
- Gerlinde Wolf (* 1959), Drehbuchautorin
- Michael Famulok (* 1960), Chemiker und Professor
- Thomas Freienstein (* 1960), Radrennfahrer
- Fred Schaub (1960–2003), Fußballspieler
- Margot Weber (* 1960), Juristin, Richterin am Bundesarbeitsgericht
- Martin T. Bohl (* 1962), Ökonom
- Markus Theodor Hofmann (* 1963), Politiker
- Christoph Gregor Müller (* 1963), katholischer Priester und Theologe
- Markus Oestreich (* 1963), Automobilrennfahrer
- Burkard Dregger (* 1964), Landtagsabgeordneter (CDU)
- Rainer Goebel (* 1964), Psychologe und Hochschullehrer
- Mechthild Maria Groß (* 1964), Hebamme und Hochschullehrerin
- Volker Halsch (* 1964), Politiker und Manager
- Thorsten Herrmann (* 1964), Politiker
- Thorsten Larbig (* 1964), Pianist und Maler
- Winfried Schwab (* 1964), katholischer Geistlicher
- Thomas Richter (* 1965), Apotheker, Medizinhistoriker und Germanist
- Arnd Steinmetz (* 1966), Informatiker und Hochschulpräsident
- Bernd Goebel (* 1967), Theologe und Philosoph
- Norbert Stock (* 1967), Chemiker und Hochschullehrer
- Gun-Britt Tödter (* 1967), Autorin
- Ralph Sonntag (* 1968), Wirtschaftswissenschaftler und Hochschulrektor
- Detlef Musch (* 1970), Basketballspieler
- Guido Rohm (* 1970), Schriftsteller und Künstler
- Alexandra Russ (* 1970), Schwimmerin, Olympiateilnehmerin
- Thomas Hering (* 1971), Polizist und Politiker (CDU), Mitglied des Hessischen Landtags
- Timo Ulrichs (* 1971), Epidemiologe und Professor
- Immanuel Bloch (* 1972), Physiker
- Oliver Bunzenthal (* 1972), ehemaliger Fußballspieler von Eintracht Frankfurt, Trainer von Borussia Fulda
- Michael Brand (* 1973), Politiker
- Heiko Wingenfeld (* 1973), Oberbürgermeister der Stadt Fulda (CDU)
- Indra Kupferschmid (* 1973), Typografin und Professorin
- Salvatore Barbaro (* 1974), Politiker
- Zeno Diegelmann (* 1974), Schriftsteller
- Jorit Wintjes (* 1974), Althistoriker
- Markus Pflanz (* 1975), Fußballtrainer
- Carsten Rupp (* 1975), Sänger und Dirigent
- Anton Weber (* 1976), Schauspieler und Musiker
- Oliver Corvino (* 1977), deutsch-italienischer Schlagersänger, Komponist und Produzent
- Friederike Jehn (* 1977), Filmregisseurin und Drehbuchautorin
- Tobias Sammet (* 1977), Metal-Sänger und Songwriter

- Uli Kirsch (* 1978), Schauspieler
- Thomas Trüschler (* 1978), Schauspieler

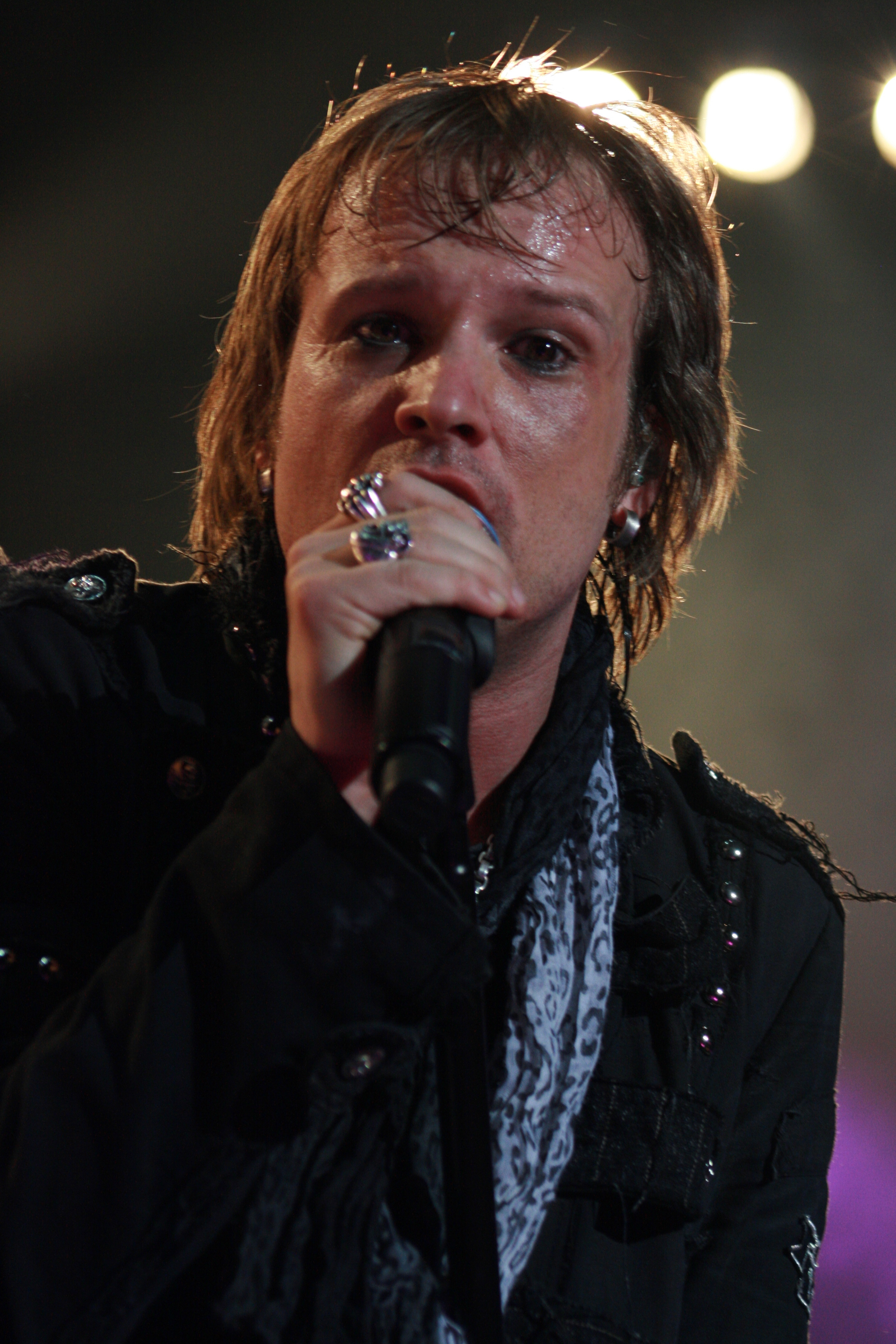
Tobias Sammet

- Thorsten Hohmann (* 1979), Poolbillardspieler
- Ellen Gronemeyer (* 1979), Malerin
- Sebastian Kehl (* 1980), Fußballspieler
- Elisabeth „Lisa“ Nüdling (* 1980), Kunsthistorikerin und Kunsthändlerin
- Timo Kümmel (* 1980), Illustrator und Künstler
- Flo Maak (* 1980), bildender Künstler und Fotograf
- Michaela Möller (* 1980), Psychologin und Autorin
- Patrik Sinkewitz (* 1980), Profi-Radrennfahrer
- Pierre Lamely (* 1981), Politiker (AfD)
- Markus Unger (* 1981), Fußballspieler
- Stefanie Becker (* 1982), Fußballspielerin
- Stefanie Klee (* 1982), Pflegeheimleiterin und Politikerin (CDU)
- Sarah von Neuburg (* 1982 als Sarah Freiin Thumb von Neuburg), Radio- und Fernsehmoderatorin
- Tobias Schirmer (* 1982), Schlagzeuger
- Max Kramer (* 1984), Berufsgolfer
- Kilian Fleischer (* 1985), Klassischer Philologe und Papyrologe
- Nicolai Pfeffer (* 1985), Klarinettist
- Reza Askari (* 1986), Jazzmusiker
- Julian Flügel (* 1986), Langstreckenläufer
- Jan-Philip Glania (* 1988), Schwimmsportler
- Sebastian Müller (* 1988), Politiker (CDU)
- Dominik Raab (* 1988), Jazzmusiker
- Tobias Wolf (* 1988), Fußballspieler
- Josh Harris (* 1989), American-Football-Spieler
- Viola M. J. Schmidt (* 1989), deutsche Drehbuchautorin
- Riccardo Basile (* 1991), deutscher Fernseh-Moderator
- Yannik Helm (* 1992), Komponist und Arrangeur
- Marvin Webb (* 1992), Produzent
- Bengio (* 1993 als Ben-Giacomo Wortmann), Sänger und Songwriter
- Johannes Wiegelmann (* 1993), Politiker (CDU), MdB
- Kelvyn Benbella Ajala (* 1994), deutsch-nigerianischer Rapper, Musiker, Songwriter, Model und Entrepreneur unter dem Künstlernamen Kelvyn Colt
- Louis Schaub (* 1994), österreichischer Fußballspieler
- Annie Laine (* 1995), Schriftstellerin
- Lukas Fröde (* 1995), Fußballspieler
- Theresa Panfil (* 1995), Fußballspielerin
- Niklas Jahn (* 1996), Organist der Frauenkirche in Dresden
- Marilena Kirchner (* 1997), Volksmusik-Sängerin
- Raphael Wahl (* 1997), Poolbillardspieler
- Lorenz Otto (* 2001), Fußballspieler

## Persönlichkeiten, die in Fulda gewirkt haben

### Kirchliche Würdenträger
- Bonifatius (* 672/673 in Crediton; † 5. Juni 754 bei Dokkum in Friesland), Grabstätte im Fuldaer Dom
- Sturmius (* um 705 vermutlich in Lorch (Oberösterreich); † 17. Dezember 779 in Fulda) war Missionar und Gründer des Klosters Fulda
- Eigil von Fulda (* um 750 in Bayern; † 15. Juni oder 6. August 822 in Fulda), wurde 818 vierter Abt in Fulda
- Rabanus Maurus (* um 780 in Mainz; † 4. Februar 856 in Mainz), Aufbau der Fuldaer Klosterschule
- Einhard (* um 770; † 14. März 840 im Kloster Seligenstadt) wurde im Kloster Fulda erzogen und kam früh als Schüler Alkuins an den Hof Karls des Großen, dessen Biograf er wurde
- Bardo von Mainz (* ~980; † 1051), Mönch und Propst im Kloster Fulda, Abt des Klosters Werden und Erzbischof von Mainz
- Markward I., auch Marquard und Marcuard war 1150 bis 1165 Abt in Fulda
- Salome von Pflaumern (* 1591/92 in Sigmaringen; † 8. September 1654 in Fulda) war die erste Priorin der Benediktinerabtei
- Athanasius Kircher S.J. (* 1602 in Geisa/Thüringen; † 27. November 1680 in Rom) war ein deutscher Jesuit und Universalgelehrter des 17. Jahrhunderts, ausgebildet in Fulda
- Heinrich von Bibra O.S.B. (* 22. August 1711 in Schnabelwaid bei Bamberg; † 25. September 1788 in Fulda), Fürstbischof, Abt von Fulda, Schulreformator.
- Augustinus Erthel O.S.B. (* 8. Oktober 1714 in Wülfershausen; † 13. Oktober 1796 in Fulda), Subprior der Reichsabtei, theologischer Autor und Herausgeber, Liederdichter und -komponist
- Franz Heinrich Reinerding (* 16. September 1814 in Damme; † 25. Februar 1880 in Fulda), Domherr in Fulda
- Archangelus Löslein (* 3. November 1903 in Alzey; † 13. Februar 1982), Kapuzinerpater, wirkte im Bistum Fulda
- Gereon Goldmann OFM (* 25. Oktober 1916 in Ziegenhain; † 26. Juli 2003 in Fulda), Franziskanerpater, Missionar in Japan (Lumpensammler von Tokio)
- Johannes Dyba (* 15. September 1929 in Berlin; † 23. Juli 2000 in Fulda), katholischer Erzbischof (Ehrentitel), Bischof von Fulda
- Heinz Josef Algermissen (* 15. Februar 1943 in Hermeskeil), seit 20. Juni 2001 katholischer Bischof von Fulda
- Ludwig Schick (* 22. September 1949 in Marburg) war Generalvikar und Weihbischof sowie Professor für Kirchenrecht an der Theologischen Fakultät Fulda des Bistums Fulda in Fulda.
- Karlheinz Diez (* 20. Februar 1954 in Horbach), Weihbischof im Bistum Fulda
- Margot Käßmann (* 3. Juni 1958 in Marburg an der Lahn), ehemalige Generalsekretärin des Deutschen Evangelischen Kirchentages, ehemalige Landesbischöfin der Evangelisch-Lutherischen Landeskirche Hannovers und Ratsvorsitzende der Evangelischen Kirche in Deutschland.

### Architekten
- Johann Dientzenhofer (* 25. Mai 1663 in Rosenheim; † 20. Juli 1726 in Bamberg), Baumeister des Fuldaer Doms und des Stadtschlosses
- Clemens Wenzeslaus Coudray (* 23. November 1775 in Ehrenbreitstein bei Koblenz; † 4. Oktober 1845 in Weimar), Hofarchitekt und Professor am Lyceum in Fulda (1804–1816), Freund von Johann Wolfgang von Goethe
- Friedrich Lange (* 5. April 1811 in Kassel; † 1. September 1870 in Marburg), Zeichenlehrer am Gymnasium, am Schullehrerseminar und an der Realschule (1837–1849), als Architekt Instandsetzung des Doms, Restaurierung der Michaelskirche
- Karl Wegener (* 1846; † 1914), Baumeister verschiedener Villen, des ehemaligen Jüdischen Altenheims, des ehemaligen jüdischen Rabbinats und der ehemaligen Polizeiwache Sturmiusstraße in Fulda, Präsident des Rhönklubs

### Politiker
- Anton Thomas (* 2. Februar 1778 in Haselstein; † 4. Mai 1837 in Fulda), Bürgermeister
- Franz Rang (* 18. Juli 1831 in Neuhof (bei Fulda); † 7. Oktober 1893 in Kassel), Oberbürgermeister und Mitglied des Reichstags des Norddeutschen Bundes
- Alfred Dregger (* 10. Dezember 1920 in Münster; † 29. Juni 2002 in Fulda), Politiker der CDU, MdB und von 1956 bis 1970 Oberbürgermeister von Fulda
- Wolfgang Hamberger (* 25. August 1930 in Bensheim; † 25. Februar 2025 in Fulda), Oberbürgermeister der Stadt Fulda 1970–1998 (CDU)
- Norbert Rücker (* 27. Mai 1936 in Hirschberg; † 21. Juni 2016 in Fulda) war 20 Jahre Justiziar beim Magistrat der Stadt Fulda, später hauptamtlicher Beigeordneter in Weimar und danach freiberuflicher Rechtsanwalt
- Gerhard Möller (* 15. Oktober 1949 in Weyhers), Oberbürgermeister der Stadt Fulda 2003–2015 (CDU)
- Alois Rhiel (* 6. Oktober 1950 in Ginseldorf) Oberbürgermeister der Stadt Fulda 1998–2003, Hessischer Wirtschaftsminister 2003–2009 (CDU)

### Ehrenbürger
Die Stadt Fulda hat bislang folgenden Personen das Ehrenbürgerrecht verliehen (mit Jahr der Verleihung in Klammern):
- Josef Weinzierl (1847)
- Johann Adam Förster (1848)
- Georg Kopp (1887)
- Eduard Goebel, Philologe, Gymnasialdirektor sowie Mitglied des preußischen Abgeordnetenhauses (1897)
- Georg Komp (1898)
- Robert Kircher (1906)
- Joseph Vonderau, Heimatforscher und Archäologe (1924)
- Georg Antoni, Oberbürgermeister von Fulda (1930)
- Joseph Damian Schmitt, Bischof von Fulda (1932)
- Paul von Hindenburg (1933)
- Adolf Hitler (1933, später wieder aberkannt)
- Karl Weinrich (1939)
- Johann Baptist Dietz, Bischof von Fulda (1954)
- Gustav Schneider (1955)
- Cuno Raabe (1956)
- Walter Albert Bauer, Unternehmer und Industrieller (1967)
- Adolf Bolte, Bischof von Fulda (1967)
- Reinhold von Thadden-Trieglaff (1967)
- Alfred Dregger, Oberbürgermeister von Fulda (1970)
- Max Will, Kommunalpolitiker (1977)
- Eduard Schick, Bischof von Fulda (1978)
- Werner Schmid, Unternehmer (1987)
- Wolfgang Hamberger, Oberbürgermeister a. D. (1998)
- Heinz Gellings, Stadtverordnetenvorsteher a. D. (2006)
- Alois Rhiel, Oberbürgermeister a. D. (2024)
- Gerhard Möller, Oberbürgermeister a. D. (2024)

### Sonstige Persönlichkeiten
- Balthasar Nuss (* um 1545; † 1618 in Bad Brückenau), Hexenrichter des Stiftes Fulda 1603–1606, brachte in der Zeit der Hexenverfolgungen etwa 300 Menschen auf den Scheiterhaufen. 1603 starb in einem Hexenprozess Frau Merga Bien.
- Hans Brosamer (* zwischen 1480 und 1490; † 1552 in Erfurt) deutscher Maler, Kupferstecher und Formschneider, wirkte um 1536 bis 1550 in Fulda
- Gregorius Stannarius (* 6. Januar 1610 in Marburg; † 13. Januar 1670 ebenda), reformierter Geistlicher, Theologe und Philosoph, Prediger und Rektor des Seminars in Fulda
- Wilhelm I. (Niederlande) (* 24. August 1772 in Den Haag; † 12. Dezember 1843 in Berlin), von 1802 bis 1806 Fürst von Fulda, ab 1814 als Wilhelm I. König der Niederlande
- Ernst Friedrich Hartig (* 24. März 1773 in Gladenbach; † 17. August 1843 in Fulda), Landforstmeister und Direktor einer forstlichen Lehranstalt in Fulda
- Johann Christian Hundeshagen (* 10. August 1783 in Hanau; † 10. Februar 1834 in Gießen), Forstwissenschaftler
- Hermann Kersting (1811–1863), Direktor des Kriminalgerichts Fulda
- Franz von Dingelstedt (1814–1881), Dichter, Journalist, Theaterintendant, 1838–1841 Lehrer am Gymnasium (strafversetzt von Kassel)
- Theodor Haas (* 20. Mai 1859 in Fritzlar; † 1939) war ab 1887 Gymnasialprofessor an damaligen Gymnasium zu Fulda, der heutigen Rabanus-Maurus-Schule; er wurde insbesondere bekannt durch seine zahlreichen Veröffentlichungen zur Geschichte des Fuldaer Landes
- Leo Weismantel (* 10. Juni 1888 in Obersinn/Unterfranken; † 16. September 1964 Rodalben/Pirmasens) Schriftsteller, gilt als Gründer der heutigen Hochschule Fulda (damals Pädagogisches Institut, ab 1963 Pädagogisches Fachinstitut, ab 1971/74 Fachhochschule).
- Joseph Theele (* 3. April 1889 in Halle (Saale); † 19. Februar 1944 in Fulda), Bibliothekar und Direktor der Landesbibliothek Fulda
- Reinold von Thadden-Trieglaff, (* 13. August 1891 in Mohrungen; † 18. Oktober 1976 in Fulda) Gründer und Präsident des Deutschen Evangelischen Kirchentages
- Erna Hosemann (* 31. Dezember 1894 in Berlin-Treptow; † 16. Mai 1974 in Langen), Stadtälteste, Gründungsvorsitzende der Arbeiterwohlfahrt Fulda
- Lioba Munz OSB (* 15. April 1913 in Bingen; † 24. September 1997 in Fulda), Künstlerin und Nonne, Kulturpreisträgerin der Stadt Fulda
- Hans Hermann Walz (1914–1998), Theologe, Generalsekretär des Deutschen Evangelischen Kirchentages, Ehemann von Hanna Walz und Vater von Rainer Walz, lebte in Fulda
- Günther Simon (* 12. Juli 1921 in Kassel; † 15. Januar 2015 in Fulda), vielfach geehrter Internist mit Praxis in Fulda
- Heinz Reinelt (1925–1993), römisch-katholischer Theologe und Priester, Rektor der Philosophisch-Theologischen Hochschule Fulda, lebte am Domplatz in Fulda[2]
- Wilhelm Schöbel (* 9. September 1926 in Trebnitz (heute Třebenice in Tschechien); † 21. November 2011 in Fulda); Verbandsfunktionär in verschiedenen Vertriebenenverbänden, erhielt 2002 den Winfried-Preis
- Robert Sturm (* 1935 in Bad Elster; † 1994 in Fulda) war ein deutscher Bildhauer, Keramiker und Hochschullehrer.
- Bernhard Jestaedt (* 30. Oktober 1939), ehm. Richter am Landgericht Fulda; später Richter am Bundesgerichtshof
- Traugott Giesen (* 6. Mai 1940 in Bonn), evangelisch-lutherischer Geistlicher und christlicher Autor, wuchs in Fulda auf.
- Wolfgang Rainer Walz (* 23. Juni 1942 in Berlin; † 16. Juli 2006 in Moorrege), Jurist und Hochschullehrer, ging in Fulde zur Schule
- Lutz Helmig (* 26. Januar 1946 in Güsen (Sachsen-Anhalt)), Unternehmer, Gründer der Helios-Kliniken, Gründer der Beteiligungsgesellschaft Aton und ab 2007 Besitzer des Kurfürst Fulda
- Shaquille O’Neal (* 1972), ging in Fulda zur Schule; bezeichnet diese Zeit als prägend
- Valerie Niehaus (* 1974 in Emsdetten), Schauspielerin, aufgewachsen in Fulda, Tochter des ehemaligen Stadtbaurats Peter Niehaus